# چارلستون (ورمانت)
چارلستون (به انگلیسی: Charleston) یک منطقهٔ مسکونی در ایالات متحده آمریکا است که در شهرستان اورلئان، ورمانت واقع شده‌است. چارلستون ۱۰۰٫۰ کیلومتر مربع مساحت و ۱٬۰۲۱ نفر جمعیت دارد و ۳۵۸ متر بالاتر از سطح دریا واقع شده‌است.